# II. Lajos római császár
II. (Ifjabb) Lajos (822 – 875. augusztus 12.) itáliai király (839–875) és római császár (855–875) volt a Karolingok dinasztiájából. A császári trónon apját, I. Lothár római császárt követte, utóda nagybátyja, II. (Kopasz) Károly nyugati frank király lett.

## Élete
Lajos I. Lothár és Tours-i Ermengarde első fia volt. 839-ben apja Itália királyává nevezte ki. Itt építette fel központját és 844. június 15-én II. Szergiusz pápa is királlyá koronázta Rómában.
Hamarosan a császári jogokat is magának követelte, ám ezt a pápa alapvetően visszautasította. Ám 850-ben IV. Leó pápa mégis császárrá koronázta őt Rómában, majd 851-ben, feleségül vette Pármai Engelbergát és létrehozta a független itáliai vezetést. Még császárrá koronázása évében megtámadta Dél-Itáliát és behódolásra kényszerítette I. Radelchis és Siconulf beneventói hercegeket. I. Radelchist megtette Lombardia hercegévé, Siconulf pedig megkapta a független Salernoi Hercegséget. Radelchisnek így már nem volt szüksége szaracén „szövetségeseire”, így boldogan elárulta őket a császárnak. Lajos azonnal rajtuk ütött és lemészárolta őket. Ezután elfojtott néhány pápaellenes összeesküvést és gyűlést hívott össze Paviába. Megerősítette a trónbitorló Péter régenst Salerno trónján 853 decemberében elmozdítva a három évvel korábban trónra ültetett dinasztiát. Apja 855 szeptemberében bekövetkezett halála után Lajos lett a birodalom egyeduralkodója.
Lothár területeinek felosztása, melynek értelmében Lajos nem kapott területet Itálián kívül, felébresztette hatalomvágyát és saját bátyja, II. Lothár frank király, és nagybátyja, II. Kopasz Károly, ellen szövetkezett Német Lajossal. Ám miután Lajos megerősítette I. Miklós pápa jelölését 858-ban, kibékült bátyjaival és szerzett egy kisebb területet a Jura-hegység déli részén. Ezért cserébe segítséget nyújtott Lothárnak feleségétől, Teutbergától, való elválásában.
863-ban, Provence-i Károly halála után megszerezte Provence-ot és 864-ben összeütközésbe került I. Miklós pápával bátyja válásával kapcsolatban. Az érsekek, akiket Miklós a házasság semmissé nyilvánításáért letett tisztségükből, támogatták a császárt, aki seregekkel támadt Rómára 864 februárjában, ám súlyos betegsége miatt kénytelen volt békét kötni a pápával és elhagyni a várost.
Azzal a céllal, hogy felújítsa a régi rendet Itáliában, Lajos jelentős sikert ért el a félsziget duhaj uralkodóinál és a szaracénok ellen akik Itália déli részét uralták. 866-ban ki is űzte a idegen hódítókat, de nem tudta megtartani az ellenőrzést az egész flotta felett. Tehát 869-ben szövetségre lépett keleti szomszédjával, I. Baszileiosz bizánci császárral, aki hajókat küldött neki segítségül Bari elfoglalására, amely a szaracénok helyi központja volt. A város 871-ben esett el.
Időközben bátyja, Lothár 869-ben meghalt és távolléte miatt Lajos kénytelen volt elfogadni Lotaringia felosztását Német Lajos és Kopasz Károly között. Bari bevételét viták kísérték Lajos és Kopasz Károly között, ám a Bizánccal fenn álló összeköttetés hatására Lajos érvényt tudott szerezni magának, mint a „rómaiak császára”.
Egy időre visszavonult Beneventóba hogy felkészüljön egy nagyobb hadjáratra, amikor Adelchis beneventoi herceg megtörte a békét és megtámadta őt 871 augusztusában. Az újabb szaracén támadások azonban arra kényszerítették Adelchist, hogy csökkentse börtönőrei számát és megeskette Lajost hogy nem áll bosszút fogságáért és sohasem vonul sereggel Benevento ellen. Visszatérve Rómába megtartotta esküjét és másodszor is császárrá koronáztatta magát II. Adorján pápával 872. május 18-án.
Később Lajos hatalmas sikereket ért el a szaracénok ellen, akiket kiűzött Capuából, ám a császár terve, hogy megbüntesse Adelchist, kudarcba fulladt. Visszatérve Észak-Itáliába Brescia provinciában, Ghedi közelében érte utol a halál 875. augusztus 12-én. Szent Ambrus templomába temették el Milánóban. Itália trónján Kopasz Károly, majd Német Lajos fia, Karlmann követte. Lajos nem hagyott hátra férfi utódot.

## Családja
Lajos 855-ben házasodott össze Spoletói Engelburgéval (? – 890 k.), aki két gyermeket szült férjének:
- Gizella[1] (852/855 – 868. április 28. előtt)
- Ermengard[1] (852/855 – 896. június 22. előtt) feleségül ment Provence-i Bosohoz